# تاكيشي هيراياما
تاكيشي هيراياما (باليابانية: 平山雄؛ بالكانا: ひらやま たけし) هو عالم وبائيات ‏ وطبيب ياباني، ولد في 1923 في كيوتو في اليابان، وتوفي في 26 أكتوبر 1995.